# Purgation (Pfand)
Als Purgation (Hypothekenbereinigung, lat.: purgare ‚reinigen‘, rel.: Purgatorium ‚Fegefeuer‘) wird die Bereinigung eines Grundstücks von Hypotheken verstanden, wenn diese Hypotheken den Wert des Grundstücks erheblich übersteigen. Diese Hypothekenbereinigung bedeutet einen wesentlichen Eingriff in das Recht der Grundpfandnehmer und auch in das verfassungsrechtlich gewährleistete Eigentumsrecht, indem der Erwerber eines Grundstücks vom Gesetzgeber aus dem Erwerb des Grundstückes heraus ermächtigt wird, durch Bezahlung eines Betrages (Ablösesumme) die auf den Grundstücken lastenden Grundpfandrechte endgültig abzulösen.
Durch die Purgation soll die Möglichkeit geschaffen werden, übermäßige Pfandbelastungen abzulösen. In der Schweiz obliegt es dem kantonalen Recht, ob eine Purgation grundsätzlich zugelassen und wie sie ausgestaltet wird. In Liechtenstein ist die Purgation in Art 300 und 301 Sachenrecht (SR) geregelt und in Frankreich im Code civil.

## Rechtsnatur der Purgation
Die Purgation ist ein gesetzlich eingeräumtes einseitiges Gestaltungsrecht eines potentiellen Erwerbers eines Grundstückes, wenn er die im Gesetz vorgesehenen Voraussetzungen erfüllt und die bisherigen Pfandnehmer der Ablöse nicht widersprechen. 

## Voraussetzungen
Die einseitige Ablösung von Grundpfandverschreibungen ist in der Regel unter verschiedenen Voraussetzungen zulässig:
- keine persönliche Haftung des potentiellen Erwerbers des Grundstücks,
- kein Vorliegen eines Zwangsvollstreckungsverfahrens[4] oder Betreibung[5] gegen das Grundstück,
- gültige Pfandrechte, die den Wert des Grundstücks übersteigen, bei Erwerb des Grundstückes,
- Mitteilung der geplanten Ablösung an die Pfandnehmer (Darlehensgläubiger),
- Belastung des Grundstücks mit Pfandrechten und Nebenforderungen und Zinsen muss wesentlich über dem erlösbaren Wert der Grundstücke liegen,
- Bereitschaft zur Zahlung des Grundstückpreises (Marktpreises) durch den potentiellen Erwerber an die Pfandnehmer.

Durch die in Art 300 SR gefundene sehr liberale Lösung über die Purgation kommt diese in Liechtenstein weitgehend ohne Mitwirkung des Gerichtes zustande. In der Schweiz wird das Verfahren über die Purgation jeweils vom kantonalen Recht geregelt.
Der Betrag der Ablösesumme kann in der Schweiz auf Begehren der Gläubiger, anstelle einer öffentlichen Versteigerung, durch amtliche Schätzung festgestellt werden. Diese Regelung wurde hingegen in Liechtenstein nicht übernommen.

## Verteilungsplan
Ob es in Liechtenstein erforderlich ist, einen Verteilungsplan für den Ablösungsbetrag, der unter den Gläubigern nach ihrem Rang verteilt wird, zu erstellen, ist im Gegensatz zum Recht der schweizerischen Kantone, welche die Purgation zulassen, nicht geregelt.

## Öffentliche Versteigerung
Sind die abzulösenden Pfandnehmer (Darlehensgläubiger) mit dem Angebot des potentiellen Erwerbers des Grundstückes nicht einverstanden, so könne sie binnen Monatsfrist nach der Mitteilung des Erwerbes über den geplanten Kauf eine öffentliche Versteigerung des Pfandes verlangen. Dies gilt auch dann, wenn nur ein Pfandnehmer mit dem Angebot nicht einverstanden ist.
Das Angebot des potentiellen Erwerbers wird durch das Verlangen der Pfandnehmer nach einer öffentlichen Versteigerung nicht hinfällig, der Fristenlauf durch die Ansetzung der öffentlichen Versteigerung nicht gehemmt. Der potentielle Erwerber kann sein Angebot jedoch jederzeit nachbessern oder zurückziehen, hat dann aber die Kosten für die eingeleitete Versteigerung zu tragen.

## Erlöschen der Grundpfandrechte
Durch die erfolgreiche Purgation werden alle bis zu diesem Zeitpunkt auf dem Grundstück lastenden Grundpfandrechte (Grundpfandverschreibung, Schuldbrief oder Gült) endgültig abgelöst, auch wenn diese nur teilweise in der Ablösesumme Deckung finden. Dies bezieht sich jedoch nicht auf andere dingliche Rechte, soweit keine gesetzlichen Ausnahmen bestehen.
Eine persönliche Verpflichtung des bisherigen Schuldners gegenüber den Darlehensgläubigern und ehemaligen Grundpfandnehmern (z. B. eine Bürgschaft oder ein schuldrechtliche Anspruch aus der Forderung) wird durch die erfolgreiche Purgation nicht berührt.